# Setra S 215 UL
De Setra S 215 UL is een bustype voor streekvervoer, geproduceerd door de Duitse busfabrikant Setra. De UL in de benaming staat voor Überlandbus, wat weer streekbus betekent. De bus heeft geen verlaagde vloer, waardoor er treden nodig zijn en mindervalide mensen moeilijker de bus in kunnen. De bus werd in de loop van 1983-1984 geïntroduceerd, samen met de Setra S 215 SL, Setra SG 219 SL en Setra SG 221 UL. De SG 221 UL is de gelede tegenhanger van de S 215 UL.

## Verwante bustypen
- Setra S 213 UL - Midibus
- Setra S 215 NR - Standaardbus, verlaagde vloer
- Setra S 215 SL - Standaardbus, vooral bedoeld voor stadsvervoer
- Setra SG 219 SL - Gelede bus, vooral bedoeld voor stadsvervoer
- Setra SG 221 UL - Gelede bus, vooral bedoeld voor streekvervoer